# Las detectivas y el Víctor
Las detectivas y el Víctor es una telenovela colombiana producida por RCN Televisión, escrita por Juan Manuel Cáceres Niño y dirigida por Pepe Sánchez. Está protagonizada por Gregorio Pernía y Paola Rey junto a Heidy Bermúdez y Joemy Blanco en roles coprotagonicos, con las participaciones antagónicas de Nataly Umaña y Juan Pablo Gamboa, así como la actuación estelar de Gonzalo Revoredo. Se estrenó el 4 de mayo de 2009.

## Sinopsis
El detective Víctor García, debido a una trampa, es despedido de la unidad de policía secreta (S2) a la que pertenecía y por ello decide, junto con su esposa Chabela, montar una agencia de detectives: “García Detectives”, especializada en casos de infidelidades y seguimientos conyugales. Lo que no pensaba Víctor, es que Chabela, gracias a lo que aprende descubre que su marido supuestamente le ha sido infiel y desengañada por la traición decide echarlo. Sin embargo, no cuenta con que la naciente industria familiar, la Agencia de Detectives, los necesita a los dos y los dos necesitan de la Agencia para sobrevivir y mantener a la pequeña Stefany, hija del matrimonio. En la historia se ven acorralados por Jenny Rico, la infiltrada de la mafia de seguros en la historia la cual trabaja para "El Jugador", un hombre el cual maneja toda la mafia de seguros en la empresa "Urquiza Seguros" donde será contratada la agencia de detectives de García. Víctor deberá desenmascarar a Jenny Rico hasta que logre encontrar la verdadera identidad del jugador y la infiltrada del (S2) ya que él es el acusado de ser el infiltrado de la mafia de seguros.

## Elenco
- Gregorio Pernía es Víctor García.
- Paola Rey es María Isabel "Chabela" Rodríguez Gutiérrez.
- Heidy Bermúdez es Jasbleidy Cardozo "La Chiquita Brava".
- Joemy Blanco es Camila Umaña.
- Nataly Umaña es Jenny Rico.
- Juan Pablo Gamboa es Roberto Becker "el jugador".
- Gonzalo Revoredo es Diego Moretti / Nicolás Urquiza.
- Juan Pablo Llano es Juan Pablo Andrade / Édgar Millán.
- Ana Karina Casanova es Valeria Franco.
- Alina Lozano es Jefa Magnolia Penagos.
- Julio César Herrera es Elkin Navas.
- Omar Murillo es Samir Porras "El Bola Ocho".
- Toto Vega es Detective Francisco Miranda.
- Rafael Bohórquez es Jefe Eduardo Rico Mendoza.
- Santiago Alarcón es Germán Quintero "El Macho Alfa".
- Aida Bossa es Mónica.
- Marcela Gallego es Doña Graciela López Rodríguez "Doña Grace"
- Jennifer Steffens es Doña Mercedes Gutiérrez de Rodríguez.
- Bárbara Perea es Josefina "Doña Pina".
- Juliana Velásquez es Stefanny Paola García Rodríguez.
- Nina Caicedo es Nelly.
- Santiago Reyes es Cristian Rojas "Frito".
- Héctor De Malba es Orlando "El Cerrajero".
- Ana María Aguilera es Yamile.
- Alberto León Jaramillo es Alias "Benjamin".
- John Mario Rivera es Cuervo (Villano).
- Álvaro Bravo es Cáceres (Villano).
- María Victoria Hernández es Esther.
- Liz Bazurto es Ana.
- Víctor Cifuentes
- Enilda Rosa Vega Borja es Matilde.
- Gloria Echeverry es Marian Taylor de Becker.
- Ania Acosta
- Jesús David Forero es Jonathan David Quintero Cardozo "Tigre".
- Luz Adriana Morales es La Pecosa.
- Carlos Hurtado es Máximo.
- Mary Herrera Ortiz es La Profesora.

## Premios
Tv Y Novelas
- Novela Favorita Las Detectivas y el Victor Nominada
- Mejor Actriz Protagónica De Telenovela Paola Rey Nominada
- Mejor Actriz De Reparto De Telenovela Joemy Blanco Ganadora
- Mejor Actriz Antagónica Nataly Umaña Nominada

India Catalina
- Mejor Telenovela Las Detectivas y el Victor Nominada
- Mejor Actriz Protagónica De Telenovela Paola Rey Nominada
- Mejor Actor Protagónico De Telenovela Gregorio Pernia Nominado
- Mejor Actor De Reparto De Telenovela Santiago Alarcón Nominado

## Versiones
- Se realizó por parte de RCN Televisión un spin-off con varios actores de la serie, entre esos Santiago Alarcón quien es el protagonista, titulado El Man es Germán.